# Xayoo
Xayoo, właśc. Marcin Majkut, znany również jako Zeju POG, Legenda (ur. 4 lipca 1997 w Warszawie) – polski streamer, influencer, freak fighter, raper, a także były zawodowy gracz e-sportowy w League of Legends. Założyciel grupy Xayoo Industries. Organizator amatorskiej federacji typu freak fight Bita Śmietanka.

## Życiorys
Urodził się w Warszawie 4 lipca 1997 roku. Uczęszczał do Liceum Ogólnokształcącego MGM w Warszawie, czyli prywatnej szkoły z naciskiem na rozwinięcie umiejętności sportowych u dzieci. W dzieciństwie faktycznie interesował się sportem, szczególnie graniem w piłkę nożną na pozycji bramkarza. Szkołę ukończył w 2016 roku oraz zdał Egzamin Maturalny. Zdał prawo jazdy w październiku 2016 roku.
Inspiracje do swojego pseudonimu „Xayoo” zaczerpnął z animowanych walk na YouTube pod tytułem „Xiao Xiao” i anime Naruto. Początki popularności zawdzięcza występom w profesjonalnych drużynach e-sportowych na turniejach w grze League of Legends w którą zaczął grać w sierpniu 2010 roku. Później rozpoczął karierę streamerską. Jego twórczość wyróżnia między innymi niekonwencjonalne podejście do gier, w które gra na swoich transmisjach oraz jego poczucie humoru i charyzmę. Wokół jego postaci wyrosło wiele kontrowersji. Jedną z większych wzbudził konflikt rozpoczęty w 2016 r. z innym streamerem Norbertem "DisStream" Gierczakiem, który pod koniec 2018 r. został oficjalnie zakończony. Marcin był wielokrotnie banowany w grze League of Legends za „nienawistne zachowanie”.
Xayoo nie ogranicza się jedynie do platformy streamingowej Twitch, w lutym 2017 r. założył kanał na YouTube, gdzie pojawiają się shoty, czyli krótkie filmiki wycięte z jego streamów. W maju 2018 r. uzyskał rozgłos dzięki pomyślnemu ukończeniu „10 Days Challenge” wraz z graczem o pseudonimie Konektiv, z którym awansował z pozycji unranked do pozycji challenger. Udało im się to dokonać w 6 dni, podczas których rozegrali 100 gier, uzyskując przy tym 75% współczynnik zwycięstw. Według platformy Boop podczas jego trwania udało mu się zarobić nawet do 21 tysięcy złotych.
Jest pomysłodawcą i założycielem grupy streamerów Xayoo Industries, najpopularniejszej grupy streamerskiej na polskiej części serwisu Twitch. W jej skład wchodzą tacy twórcy jak: Popo, Vysotzky, LukiSteve, MokrySuchar, Mlodziutki7, Matixoxo, czy też Dejvid. Do pewnego momentu należeli do niej również Japczan i Holak. W czerwcu 2024 r. Xayoo ogłosił przegrupowanie i tym samym niejako reaktywację grupy, tym razem pod skrótem "XII", symbolizującą skrót nazwy grupy (XI) oraz rzymskiej dwójki (II) obrazującą drugą, nową odsłonę Xayoo Industries. Drugi sezon XI poszerzył rozkład ekipy o takich twórców jak Rybson, Bagietson Michael, Paramaxil oraz Japczan i inni.
W 2020 r. został ambasadorem marki LV BET prowadzącej działalność bukmacherską.
14 sierpnia 2021 roku, w związku z jego powrotem do działalności internetowej, osiągnął rekordową liczbę widzów podczas transmisji na żywo na Twitchu dla kanału indywidualnego użytkownika. Udało mu się przyciągnąć 193 tysiące widzów, ustanawiając przy tym rekord Polski i pobijając tym samym wynik Piotra „Izaka” Skowyrskiego. Był on związany głównie z jego powrotem, po półrocznej przerwie od streamowania.
21 maja 2024 r. ogłosił na portalu X rozpoczęcie swojej działalności na platformie streamingowej Kick. Pierwszą transmisję na tej platformie przeprowadził dzień później. Jak sam stwierdził, decyzja ta została podjęta przez chęć ciągłego rozwoju jako twórca, oraz jakoby nie mógłby sobie wyobrazić lepszego miejsca do tworzenia w Internecie.

## Kontrowersje
Z informacji ujawnionych z materiału filmowego opublikowanego na kanale „Konopskyy” w serwisie YouTube wynika, że 27-letni polski popularny twórca internetowy prowadził wirtualne rozmowy o charakterze erotycznym z 15-letnią fanką. Niedługo po opublikowaniu filmu Marcin "Xayoo" Majkut przyznał na platformie X, że to on był owym twórcą. Według Konopskiego sytuacja rozpoczęła się od tego, że młoda widzka uporczywie próbowała zwrócić uwagę influencera, wysyłając mu prywatne wiadomości oraz zdjęcia o erotycznym podtekście. Zamiast odciąć się od takich działań, Xayoo wręcz zachęcał dziewczynę do dalszej niemoralnej interakcji.

## Kariera e-sportowa
Grał w kilku zespołach, z których najbardziej znanym był Kappa Team; grał w tej drużynie wraz z innym e-sportowcem o pseudonimie Krystianem „Czaru” Przybylskim i jego byłą drużyną, Reason Gaming w 2014 roku.
Będąc członkiem zespołu Reason Gaming, Xayoo wziął udział w turnieju European League of Legends Championship Series (EU LCS) oraz jej drugą dywizję European Challenger Series (EU CS). Dzięki wygranym przeciwko niemieckiej drużynie SK Gaming Prime oraz greckiej drużynie Different Dimension awansowali do fazy offline gwarantującej awans do pierwszej lub drugiej ligi. W fazie offline przegrali swój pierwszy pojedynek z hiszpańską drużyną GIANTS! Gaming, ale nadal mieli szansę zakwalifikować się do EU LCS. Drużyna pokonała niemiecką drużynę n!faculty w pierwszej rundzie drabinki przegranych, jednak ponownie przegrała serię kwalifikacyjną do pierwszej ligi z GIANTS! Gaming w finale drabinek przegranych, co oznaczało zakwalifikowanie się do nadchodzącego wiosennego sezonu Challenger.
Po zakwalifikowaniu się Reason Gaming do EU CS Xayoo brał udział w sezonie wiosennym 2015. Jego zespół zajął piąte miejsce w sezonie zasadniczym, co nie dało im możliwości kontynuowania dalszej rywalizacji. Jednakże w związku z kontrowersjami jakie wywołali dwaj nieletni gracze w konkurencyjnym zespole Team Dignitas UE, Reason Gaming w związku z rezygnacją z turnieju przez Dignitas, mogło dalej uczestniczyć w turnieju. Drużyna zajęła w nim trzecie miejsce po zwycięstwie z Gamers2, dzięki czemu zakwalifikowali się do turnieju promocyjnego do sezonu letniego EU LCS 2015. W tej serii zmierzyli się z drużyną, która zajęła dziewiąte miejsce w EU LCS – GIANTS Gaming. Seria zakończyła się obroną miejsca przez hiszpańską organizację wynikiem 3-0.
W maju 2015 roku Xayoo opuścił Reason Gaming i został zastąpiony na swojej pozycji przez Wojciecha „Tabasko” Kruzę.
Skupiając się na karierze streamera, w latach 2016–2018 wszedł w skład w kilku pół-profesjonalnych drużyn m.in. Czas Rozliczeń, Overused, Team Paper, ProXIma Gaming, z którymi uczestniczył w takich turniejach jak ESL Mistrzostwa Polski czy Polska Liga Esportowa.
W maju oraz grudniu 2023 r. Marcin Majkut zorganizował dwa turnieje Xayoo Cup dla streamerów, oraz byłych i aktywnych graczy League of Legends. Pula nagród w pierwszym z nich wynosiła 35 tysięcy złotych, w drugim 25 tysięcy złotych. Zajął w nich odpowiednio pierwsze miejsce oraz czwarte miejsce. Xayoo został również zaproszony do drużyny innego polskiego byłego gracza e-sportowego Artura „Rybsona” Gębicza do turnieju Elite500 x Sidekick Nations Cup organizowanego przez angielskiego streamera Elite500 we współpracy z organizacją NORD Esports.
W styczniu 2024 r. w mediach społecznościowych oraz środowisku dziennikarskim na Twitterze pojawiły się plotki o chęci dołączenia drużyny Xayoo, określonego jako "większego streamera" do Ultraligi, jednak na drodze ku temu przedsięwzięciu stanęła blokada finansowa. W październiku 2024 r. Gębicz wraz z Majkutem założyli drużynę e-sportową "Kiedyś Miałem Fun", która została zaproszona do udziału w turnieju pozasezonowym Ultraligi Super Pucharu. Drużyna w składzie Krzysztof "frajgo" Chibowski,  Artur "Rybson" Gębicz, Marcin "Xayoo" Majkut, Dominik Paweł "zamulek" Biela, Maciej "Minemaciek" Wicher wyszła z grupy z drugiego miejsca, a następnie przez dolną drabinkę dostała się do finału. 26 października 2024 r. na scenie targów Poznań Game Arena drużyna KMF pokonała obrońców tytułu oraz wielokrotnych mistrzów Ultraligi, serbską organizację Zero Tenacity. Na przełomie listopada i grudnia 2024 r. drużyna brała udział w turnieju streamerskim NNO Cup organizowanym przez niemiecką organizację NNO Prime. Zakończyli turniej na miejscu 5-6. 23 stycznia 2025 r. na portalach społecznościowych kontynuatora Ultraligi - Rift Legends potwierdzono, że KMF będzie uczestnikiem zimowych rozgrywek ligowych. Drużyna zajęła pierwsze miejsce w sezonie regularnym, a następnie odpadła po dwóch spotkaniach w fazie play-off. 12 marca 2025 r., dzień po doniesieniach Konopskyy'ego na oficjalnym profilu KMF pojawiła się informacja o rozwiązaniu świeżo nawiązanej współpracy z Operą GX oraz zamknięciu projektu "z powodu zaistniałej sytuacji dotyczącej Xayoo".

## Działalność muzyczna
Marcin Majkut rozpoczął również działalność muzyczną. Xayoo razem z innym streamerem Japczanem, 3 marca 2022 roku rozpoczęli działalność muzyczną jako raperzy pod pseudonimami kolejno „Zeju POG” i „Gruby AK47". Ich pierwszym wspólnym utworem był „Życia schemat”, hip-hopowy utwór w ulicznym stylu.
Później Xayoo, znów jako Zeju POG, 11 maja 2022 roku razem z innym twórcą internetowym Trombą, który przyjął ksywkę „Bomba KRK”, wypuścili wspólny utwór „Śmieci wywóz”. Utwór miał charakter dissu na Gimpera i Nitro, przeciwników kolejno Tromby i Xayoo na gali freak-fight Fame MMA 14.
Na swoim kanale na YouTube 24 sierpnia 2022 roku opublikował utwór pod tytułem „32”. Tytuł utworu nawiązuje do ilości zawartych w tekście wersów.

## Walki w formule freak fight
Współpracę z federacją Fame MMA rozpoczął na pierwszej gali podczas loży szyderców, od Fame MMA 1 do Fame MMA 3. Loża szyderców służyła humorystycznemu komentowaniu gali Fame MMA, oraz odbywających się na niej walk. W 2021 roku na Fame 11: Fight Club powrócił na lożę szyderców i prowadził ją wraz z Parisem Platynovem.
23 stycznia 2022 został ogłoszonym nowym zawodnikiem federacji Fame MMA. Na początku kwietnia 2022 roku, na pierwszej konferencji prasowej przed galą Fame 14, która odbyła się 14 maja tego samego roku w krakowskiej Tauron Arenie, ogłoszono jego pojedynek z Sergiuszem „Nitro” Górskim w formule kick-bokserskiej na zasadach K-1. Majkut zwyciężył już w pierwszej rundzie przez techniczny nokaut.
W drugiej walce podczas gali Fame 15: Zemsta, która odyła się 27 sierpnia 2022 w łódzkiej Atlas Arenie, podjął rękawice w tej samej formule z Mikołajem „Konopskyy’m” Tylko. Walkę mimo problemów w pierwszej rundzie zwyciężył jednogłośną decyzją sędziowską.
Niespełna rok później, Xayoo założył Bitą Śmietankę, amatorską federację K-1, której pierwsza gala odbyła się 19 sierpnia 2023 w warszawskiej hali WK (Warszawski Koks). W walce wieczoru tej imprezy pokonał Michała „Scetovichka” Dąbrowskiego przez nokaut w pierwszej, nielimitowanej czasowo rundzie.
2 września 2023 podczas wydarzenia Fame 19 w krakowskiej Tauron Arenie, stoczył kolejną walkę na zasadach K-1. Jego rywalem był popularny streamer Franciszek Rusiecki, znany szerzej jako „Franio”. Xayoo wygrał pojedynek w drugiej rundzie przez nokaut, wyprowadzając lewy sierpowy na szczękę przeciwnika, doprowadzając go do niezdolności prowadzenia dalszej walki.
27 dni później (29 września 2023) podczas gali Fame Friday Arena 2 w szczecińskiej Netto Arenie, pokonał przez techniczny nokaut w pierwszej odsłonie popularnego streamera, Marcina „Rafonixa” Krasuckiego.
16 grudnia 2023 na drugiej amatorskiej gali Bitej Śmietanki w Warszawie, przegrał w formule bokserskiej z Michałem „Boxdelem” Baronem przez techniczny nokaut w piątej rundzie.
W piątym występie dla Fame MMA, 10 lutego 2024 na jubileuszowej gali Fame 20: The Celebration & The Tournament w krakowskiej Tauron Arenie, zawalczył w formule K-1 z Dariuszem „Daro Lwem” Kaźmierczukiem. Po raz kolejny wygrał przez TKO.
Trzy miesiące później podczas trzeciej amatorskiej gali Bitej Śmietanki, przegrał w formule bokserskiej z raperem, Filipem Marcinkiem.

## Wyniki turniejów
| Data       | Miejsce            | Turniej                                     | Drużyna           |
| ---------- | ------------------ | ------------------------------------------- | ----------------- |
| 2014-03-09 | złoto              | Go4LoL EUW #184                             | mamy lejta        |
| 2014-06-25 | wygrana            | Go4LoL EUNE May 2014                        | Reason Gaming     |
| 2014-07-19 | złoto              | Island of Legends 2014                      | Reason Gaming     |
| 2014-07-27 | srebro             | FACEIT Challenger Invitational 3            | Reason Gaming     |
| 2014-07-28 | wygrana            | EpicGear Cup #13                            | Reason Gaming     |
| 2014-07-30 | wygrana            | Go4LoL EUNE June 2014                       | Reason Gaming     |
| 2014-08-08 | 5-6                | EU Challenger Series Summer 2014 Playoffs   | Reason Gaming     |
| 2014-08-10 | złoto              | Go4LoL EUNE #206                            | Reason Gaming     |
| 2014-09-04 | 5–8                | Black Monster Cup Fall EU 2014              | Reason Gaming     |
| 2014-09-07 | złoto              | Go4LoL EUW #210                             | Reason Gaming     |
| 2014-09-14 | złoto              | Go4LoL EUW #211                             | Reason Gaming     |
| 2014-09-28 | złoto              | Go4LoL EUNE #213                            | Reason Gaming     |
| 2014-11-29 | złoto              | EPS Poland Season IX (LoL)                  | Reason Gaming     |
| 2014-12-21 | niezakwalifikowany | EU LCS 2015 Spring Expansion                | Reason Gaming     |
| 2015-03-01 | złoto              | Fantasy Expo Challenge Season 0 Finals      | Reason Gaming     |
| 2015-03-25 | 4                  | EUCS 2015 Spring                            | Reason Gaming     |
| 2015-04-08 | brąz               | EUCS 2015 Spring Playoffs                   | Reason Gaming     |
| 2015-04-16 | brąz               | League One EU – Cup #1                      | Reason Gaming     |
| 2015-04-25 | niezakwalifikowany | EU LCS 2015 Summer Promotion                | Reason Gaming     |
| 2015-04-30 | złoto              | League One EU – Cup #3                      | Reason Gaming     |
| 2015-05-07 | srebro             | League One EU – Cup #4                      | Reason Gaming     |
| 2015-07-04 | złoto              | ESL Mistrzostwa Polski Spring 2015          | Kappa Team        |
| 2015-10-04 | srebro             | ESL Mistrzostwa Polski 2015 Summer          | Czas Rozliczeń    |
| 2015-10-16 | złoto              | Fantasy Expo Challenge Season 1 Finals      | Czas Rozliczen    |
| 2016-02-15 | brąz               | Go4LoL EUW January 2016                     | ekipa z timspika  |
| 2017-09-17 | 5-6                | ESL Mistrzostwa Polski 2017 Summer          | Team Paper        |
| 2017-09-07 | 5-6                | ESL Mistrzostwa Polski 2017 Summer Playoffs | Team Paper        |
| 2017-09-26 | 5–8                | Puchar Polski Cybersport Season 2           | Team Paper        |
| 2018-06-13 | 8                  | Polska Liga Esportowa S3                    | Proxima           |
| 2024-10-26 | złoto              | Ultraliga Super Puchar 2024                 | Kiedyś Miałem Fun |